# Hoelun
Hoelun is de moeder van Temüjin (later bekend als Dzjengis Khan). Hoelun kreeg samen met Yesükhei (stammenleider van de Borjigin) nog vier andere kinderen: Khasar, Khaji'un, Temuga en Temulin. Toen Yesükhei in 1180 werd vergiftigd, zou Temüjin de nieuwe stammenleider worden maar de rest van de stam vond hem te jong. Hoelun en haar gezin werden verbannen. Het was hier waar Temüjin leerde wat broederschap was en hoe belangrijk steun van een ander kon zijn. Hij vermoordde echter nog wel zijn halfbroer Begter in een uit de hand gelopen ruzie over zowel een jachtbuit als het feit dat Begter Hoelun wilde trouwen om de positie als oudste man in het gezin steviger in handen te krijgen.
Hoelun ontmoette Yesükhei overigens niet op een gewone manier, ze werd door hem ontvoerd tijdens haar weg terug naar de kamp van de Merkieten waar haar man woonde. Ontvoering was voor een vrij arm persoon als Yesükhei, die zelfs als stamhoofd arm was, een goede manier om aan een huwbare vrouw van enige allure te komen en kwam als zodanig vaak voor.